# Myrmarachne calcuttaensis
Myrmarachne calcuttaensis là một loài nhện trong họ Salticidae.
Loài này thuộc chi Myrmarachne. Myrmarachne calcuttaensis được Biswamoy Biswas miêu tả năm 1984.